# Oristano
Oristano (italijansko: [oriˈstaːno] ; sardsko Aristanis [aɾi.sta:nis], lokalno [aɾi.stã:izi])) je italijansko mesto in občina (comune), glavno mesto pokrajine Oristano v osrednjem zahodnem delu otoka Sardinija. Leži na severnem delu nižine Campidano. Kot glavno mesto pokrajine je bilo ustanovljeno 16. julija 1974. Decembra 2017 je imelo mesto 31.671 prebivalcev.
Gospodarstvo Oristana temelji predvsem na storitvah, kmetijstvu, turizmu in majhni industriji.

## Zgodovina
Oristano so Bizantinci prej poznali kot ΑϱιστιάνηϚ λίμνη (Aristianis límni, Oristanski ribnik), ustanovljen pa je bil blizu starodavne feničanske naselbine Othoca (danes Santa Giusta). Pomen je pridobil leta 1070, ko ga je nadškof Torcotorio zaradi pogostih napadov Saracenov postavil za sedež škofije, ki je bila prej v bližnjem obalnem mestu Tharros. Postalo je tudi glavno mesto judikata (enakovredno kraljestvu) Arborea. Posledično so bile zasnovane utrdbe; njihova gradnja nadaljevala, dokler ni na oblast prišel sodnik Mariano II.
V srednjem veku se je Oristano potegoval za oblast nad celotnim otokom Sardinijo in je zato vodil vojne proti drugimi sardinskimi kraljestvi, ki so dosegle vrhunec v poskusu osvojitve celotnega otoka med vladavino (1347–75) Mariana IV., njegovega sina Huga III. (1376–1383) in njegove hčere Eleanor (1383–1404). Arborejski judikat je veljal za zadnje sardinsko kraljestvo, ki je prenehalo obstajati leta 1420, približno 10 let po bitki pri Sanluriju. Aragonci so ga spremenili v Marchesato in leta 1478 po bitki pri Macomerju po uporu zadnjega markiza Leonarda Alagona osvojili katalonske čete aragonskega kraljestva.
Nato je bila zgodovina Oristana zgodovina otoka Sardinije, za katero sta bili značilni aragonsko-španska (do 1708) in piemontska (od 1720) dominacija ter nato združitev Italije. Aprila 1921 so David Cova, Emilio Lussu, Camillo Bellieni in drugi sardinski veterani prve svetovne vojne v mestu ustanovili Sardinsko akcijsko stranko.

## Glavne znamenitosti
- Stolp sv. Kristoforja, sicer znan kot stolp Mariana II., je bil zgrajen leta 1290, visok je 19 metrov in je najbolj osupljiv preostali dokaz starega obzidja, zgrajenega v času judikata, saj je bil eden njenih glavnih vrat.
- Torrione ('Veliki stolp') v Portixeddi
- Stolnica sv. Marije (1130) je bila po uničenju med obleganjem obnovljena med vladavino Mariana II. Od prvotne stavbe so ostali le deli apside in baze zvonika, gotska kapela Rimedio, v kateri je nekaj srednjeveških skulptur. Na dvorišču so vidni deli starejše bizantinske stavbe. K prenovi iz 17. stoletja pripada kapela Archivietto ('kapela malega arhiva'). Sedanji baročni slog je večinoma iz obnove v 19. stoletju. Domnevali so, da je bila stolnica uporabljena za pokope sodnikov in njihovih družin, vendar so kasnejše dominacije za njimi izbrisale vse sledi. V notranjosti je lesen kip Annunziate, ki ga pripisujejo Ninu Pisanu.
- Cerkev sv. Frančiška Asiškega je bila zgrajena okoli leta 1200 in je trenutno v neoklasicističnem slogu. Znotraj je Nikodemov Kristus, lesena skulptura, ki naj bi bila delo valencijskih mojstrov iz 14. stoletja.
- Frančiškanska cerkev Santa Chiara (posvečena leta 1428) je stavba v francosko-gotskem slogu z eno ladjo in kvadratno apsido.
- Cerkev in samostan Carmine je eden najboljših primerov baročno-rokokojske arhitekture v Oristanu.
- Cerkev svetega Sebastijana je edina srednjeveška cerkev zunaj obzidja.
- Cerkev svetega Dominika (San Domenico) je bila zgrajena leta 1634 na pobudo patra Pietra Floresa in s finančno podporo lokalnega plemiča Baldassarra Dedonija. Državljani so prispevali tudi v zameno za 2 kvadratna metra talne površine za grobnico. Stavba je pravokotno oblikovana dvorana z dvema kapelama v njeni desni stranski steni: ena je posvečena svetemu Vincenciju, druga pa  imenu Jezusovemu. Predvsem ima leseno mizo, ki je služila kot glavni oltar in vključuje več niš, posvečenih svetemu Dominiku in drugim svetnikom. Ob zatrtju redovnih redov leta 1832 so do tedaj glavni dominikanci cerkev zapustili nadbratovščini svetega imena Jezusovega. Zatem je bila večkrat prenovljena, dekonsekvirana in trenutno služi kot avditorij za kongrese in koncerte.
- V vasi Massama je majhna predromanska cerkev, imenovana Oratorij duš, ki kaže vplive vizigotske umetnosti 8. stoletja.

### Sa Sartiglia in drugi dogodki
Sa Sartiglia, na začetku znana tudi kot Sartilla, je konjeniško tekmovanje, ki poteka v Oristanu zadnjih 500 let na pustno nedeljo in Mardi Gras. Turnir v nedeljo organizira korporacija (gremio) kmetov, tistega na pustni dan pa gremio mizarjev. Verjetno ima starodavno kastiljsko poreklo. Raziskovalca M. Falchi in M. Zucca sta našla rokopis, ki datira prvi turnir v leto 1543, medtem ko je Pau, pokojni lokalni zgodovinar, menil, da izvira iz Oristana, preden so Španci stopili na otok. Pravzaprav je sv. Katarina Sienska v pismu, ki ga je v 14. stoletju napisal angleškemu patru, izjavila, da lahko sodnik iz Arboreje zagotovi dve galeji in tisoč konjenikov za boj v križarski vojni deset let. Čeprav še zdaleč ni prepričljiv dokaz, da je turnir že potekal ali da bo bil tik pred tem, je to pismo vsekakor dokaz pomena konjereje v Oristanu in njegovi okolici v tistem času.
Ime Sartiglia izhaja iz besede Sortija, ki se je razvila iz latinske besede Sorticola, pomanjševalnice Sors, ki ne pomeni samo usoda in bogastvo, ampak tudi 'prstan'.
Prstan je kositrna zvezda z luknjo v sredini, ki visi na traku, razpetem nad višino jezdeca čez cesto blizu stolnice, na katero ciljajo zamaskirani jezdeci s svojimi meči na konjih, ki galopirajo z dih jemajočo hitrostjo, potem ko jih oznanijo trobente in bobni ter pospešijo korak po poti, prekriti s peskom, ki se je vila čez središče mesta. Število zvezd, ujetih vsak dan, je znak bogastva, ki ga bosta žetev in tesarska dela prinesla korporacijam.
Na koncu Sa Sartiglie, drugje znotraj starega obzidja, bodo še eno s peskom pokrito pot prehodili konji, ki jih bodo jezdili ti isti maskirani jezdeci in ženske, ki bodo pokazali svojo osupljivo moč, medtem ko se bodo ukvarjali z vsemi vrstami akrobacij na dveh in treh galopirajućih konjih. To se imenuje La Pariglia in se konča ob sončnem zahodu.
Vodja obeh poskusov se imenuje Su Componidori, kar pomeni 'tisti, ki vodi'. Izberejo ga člani korporacij, ki njegovega imena ne razkrijejo do svečnice, ko ga Su Majorale sporoči neposredno imenovanemu in se lahko začne skrbna izbira konj ter ustrezna vadba. Ni ne moški ne ženska, ampak androgin, zelo podoben deželi in na koncu turnirja blagoslovi mimoidoče in mesto z 'majhno punčko Majo' (Sa Pippia 'e maiu), kupom rož, povitih s trakom, za katerega se verjame, naj bi se zgodil pred samim turnirjem, najprej so mu sledili drugi jezdeci v galopu, nato pa sam, jezdil s hrbtom na konju v galopu, z obrazom navzgor in strmel v nebesa.